# K. W. Jeter
Kevin Wayne Jeter, noto semplicemente come K. W. Jeter (Los Angeles, 26 marzo 1950), è un autore di fantascienza statunitense.

## Biografia
Laureato in sociologia all'Università di San Francisco, prima di diventare scrittore ha lavorato anche come assistente sociale.
È stato un amico intimo di Philip K. Dick, che tuttora considera il suo maestro spirituale.
Vive a Las Vegas, Nevada, con la moglie Geri.

### Carriera letteraria
Famoso, inizialmente, soprattutto per i suoi romanzi dell'orrore, K.W. Jeter è stato poi riconosciuto come un importante autore di fantascienza. Il suo primo romanzo, pubblicato in Canada, è Seeklight, del 1975. Nel 1979 Jeter ha scritto un seguito de La macchina del tempo di Wells intitolato La notte dei Morlock (Morlock Night).
Probabilmente il suo romanzo più controverso è Dr. Adder (scritto nel 1972 ma rimasto inedito fino al 1984), una storia con echi dickiani e con sovrabbondante violenza.
L'ospite (Dark Seeker, 1987) è invece una storia dell'orrore ispirata al tema degli allucinogeni.
Le macchine infernali (Infernal Devices) del 1987 è un romanzo steampunk, un filone narrativo di cui lo stesso Jeter avrebbe inventato il nome quell'anno e di cui fa parte a buon diritto anche La notte dei Morlock. Si tratta di romanzi che, pur essendo tipicamente fantascientifici e sfruttando temi classici come il viaggio nel tempo e l'invenzione prodigiosa, fanno riferimento ai capostipiti del genere - Wells, Verne, Conan Doyle - per immergersi con ironia nel mondo vittoriano che generò quelle fantasie archetipali.

## Opere

### Romanzi
- Seeklight (1975)
- The Dreamfields (1976)
- La notte dei Morlock (Morlock Night, 1979), Mondadori Urania n. 1347, 1988
- Soul Eater (1983)
- Dr. Adder (Doctor Adder, 1984), Fanucci, ISBN 8834705505
- Telemorte (The Glass Hammer, 1985), Mondadori Urania n. 1020
- Death Arms (1987)
- Le macchine infernali (Infernal Devices, 1987), Mondadori Urania n. 1335
- L'ospite (Dark Seeker, 1987), Mondadori Urania n. 1278
- Mantis (1987)
- Terre di morte (1990) (In the Land of the Dead, 1989), IperFICTION, Interno Giallo/Mondadori
- L'addio orizzontale (Farewell Horizontal, 1989), Mondadori Urania n. 1181
- Uomo d'ombra (The Night Man, 1989), IperFICTION, Interno Giallo
- Alligator Alley (1989), with Mink Mole a.k.a. Tim MacNamara
- Madlands - Terre impossibili (Madlands, 1991), Mondadori Urania n. 1263
- Wolf Flow (1992)
- Noir (Noir, 1998), Fanucci Solaria n. 1
- The Kingdom of Shadows (2011)
- Death's Apprentice (2012), con Gareth Jefferson Jones
- Fiendish Schemes (2013)
- Grim Expectations (2017)

### Seguiti di Blade Runner
- Blade Runner 2 (Blade Runner 2: The Edge of Human, 1995), Sonzogno, 1998, ISBN 8845409686
- Blade Runner - La notte dei replicanti (Blade Runner 3: Replicant Night, 1996), Fanucci, 1998
- Blade Runner 4: Eye and Talon (2000)

### Serie a cui ha contribuito
Star Trek - Deep Space Nine
- Bloodletter (1993)
- Warped (1995)

Alien Nation
- Dark Horizon (1993)
- Cross of Blood (1995)

Star Wars - The Bounty Hunter Wars
- The Mandalorian Armor (1998)
- Slave Ship (1998)
- Hard Merchandise (1999)